# Gabriel Brotier
Pour les articles homonymes, voir Brotier et Brottier.
Gabriel Brotier (ou avec la graphie Brottier), érudit français, né à Tannay (Nièvre), le 5 septembre 1723, mort à Paris, le 12 février 1789. Son neveu est l'abbé Charles Brottier. Bibliothécaire du collège Louis-le-Grand, il était membre de la Compagnie de Jésus. On a de lui, outre des ouvrages de théologie et d'érudition : une édition estimée de Tacite, Paris, 1771, 4 volumes in-4° et 1776, 7 volumes in-12 ; une édition de Pline l'Ancien, 1779, 6 volumes in-12.

## Biographie
Né à Tannay, dans le Nivernais, le 5 septembre 1723, entra chez les jésuites, fut bibliothécaire du collège de Louis-le-Grand, et, après la suppression de l’ordre, passa, dans le sein de l’étude et de l’amitié, chez de la Tour, imprimeur, les vingt-six dernières années de vie. En 1781, il fut reçu membre de l’académie belles-lettres. Il mourut à Paris, le 12 février 1789. Il s’était appliqué à l’étude des langues anciennes, et lisait, tous les ans, dans le texte original, les livres de Salomon et ceux d’Hippocrate, ne connaissant pas, disait-il, de meilleurs ouvrages pour guérir les maladies de l’esprit et du corps. L’histoire ancienne et moderne, la chronologie, l’archéologie, l’histoire naturelle, la chimie, la médecine même, occupaient et charmaient ses loisirs. Ses travaux lui acquirent une de ces réputations plus solides que brillantes, à qui le temps ne fait rien perdre, parce qu’elles tiennent à des productions toujours utiles, et non au goût du siècle, qui change et souvent s’efface avec lui. 

## Œuvres
On a de Gabriel Brotier :
- Examen de l’Apologie de l’abbé de Prades, Paris, 1753, in-8°.
- Conclusiones ex universa theologia, etc., Paris, 1754, in-4°. L’exemplaire de cet ouvrage qui se trouve à la bibliothèque royale est augmenté d’un grand nombre de notes.
- Traité des monnaies romaines, grecques et hébraïques, comparées avec les monnaies de France, Paris, 1760, in-4°. Cet ouvrage est utile pour l’intelligence de la Bible et des auteurs grecs et latins.
- Vie de l’abbé de la Caille (en latin), Paris, 1763, in-4° de 24 p. Cette vie est imprimée à la tête du Cælum australe stelliferum. Il en fut tiré un certain nombre d’exemplaires séparément.
- Corn. Taciti Opera, recognovit, emendavit, supplevit, explevit, etc., Paris, 1771, 4 vol. in-4°, et 1776, 7 vol. in-12. Ce n’est pas absolument deux éditions d’un même livre ; il y a dans l’in-12 des choses qui ne sont pas dans l’in-4°, et dans l’in-4° des choses qui ne sont pas dans l’in-12 : il faut donc les avoir toutes les deux[3], ou acheter les éditions anglaises, dans lesquelles on a tout réuni. Le Tacite de Brotier est la base la plus solide de sa réputation. Il y joignit des notes et de savantes dissertations. Il fit pour Tacite, avec un grand succès, ce que Freinshemius avait exécuté pour Quinte-Curce, et le président de Brosses pour Salluste. La plupart des auteurs de l’antiquité ne sont point parvenus dans leur intégrité jusqu’à nous : il est bien difficile de coudre des fragments, de suppléer des livres entiers, d’imiter le style et la manière des grands écrivains. Ce fut une grande témérité de vouloir remplir les lacunes de Tacite ; mais cette témérité fut heureuse, et tous les savants de l’Europe en ont porté ce jugement. M. Edme Ferlet a fait (dans ses Observations sur les Histoires de Tacite, Paris, 2 vol. in-8°, 1801) une critique virulente du travail de Brotier ; il a souvent raison au fond, mais toujours tort par la forme. Brotier avait publié, en 1761, le prospectus de ce grand ouvrage, qui a été réimprimé en Angleterre, en 1796, in-4° et in-8°. Les livres 7 à 10, supplées dans les Annales, ont été publiés séparément à Prague, en 1775, in-8°.
- C. Plinii secundi Hist. natural., etc., Paris, Barbou, 1779, 6 vol. in-12, avec des notes. Cette édition n’est qu’un abrégé de celle que Brotier avait préparée pour augmenter, en la corrigeant, l’édition de Hardouin. Il se proposait d’y ajouter une suite qui aurait contenu l’histoire de toutes les découvertes faites jusqu’au 18e siècle.
- Mémoires du Levant, Paris, 1780, in-8°.
- Une édition du poème du P. Rapin, à laquelle Brotier ajouta des notes et une histoire des jardins : R. Rapini Hortorum lib. 4 et cultura hortensis, hortorum historiam addidit J. Brotier, Paris, Barbou, 1780, in-12.
- Une de Phèdre avec des notes, Paris, Barbou, 1783, in-12.
- La belle édition donnée, avec de Vauvilliers, du Plutarque d’Amyot, Paris, 1783 et années suivantes, 22 vol. in-8°, ouvrage estimé, qui a eu une seconde édition, revue et augmentée par Clavier, Paris, 1801, 25 vol. in-8°.
- Trois ouvrages posthumes, publiés par son neveu.

Trois ouvrages posthumes de son oncle, sont publiés par André-Charles Brotier: 1º Un Réflexions, ou, Sentences et maximes morales de M. Le Duc de la Rochefoucault , Paroles mémorables et un Manuel d'Epictète.

## Pour approfondir